# نینا گابریلیان
نینا گابریلیان (ارمنی: Նինա Գաբրիելյան؛ انگلیسی: Nina Gabrielyan؛ زادهٔ ۱۶ اکتبر ۱۹۵۳) نویسنده، و هنرمند ارمنی‌تبار اهل روسیه است. وی آثاری در ژانرهای گوناگون از جمله شعر و داستان به چاپ رسانیده است.

## زندگی‌نامه
وی در ۱۶ اکتبر ۱۹۵۳ در مسکو به دنیا آمد و از دانشگاه دولتی زبان‌شناسی مسکو فارغ‌التحصیل گشت.  وی عضو اتحادیه نویسندگان شوروی بود. وی از سال ۱۹۹۲ عضو اتحادیه نویسندگان مسکو می‌باشد.